# 1639
| 1639               |
| ------------------ |
| Dødsfald - Fødsler |
|                    |

| Gregoriansk kalender | 1639 MDCXXXIX           |
| Ab urbe condita      | 2392                    |
| Armensk kalender     | 1088 ԹՎ ՌՁԸ             |
| Kinesiske kalender   | 4335 – 4336 戊寅 – 己卯 |
| Etiopisk kalender    | 1631 – 1632             |
| Jødisk kalender      | 5399 – 5400             |
| Hindukalendere       |                         |
| - Vikram Samvat      | 1694 – 1695             |
| - Shaka Samvat       | 1561 – 1562             |
| - Kali Yuga          | 4740 – 4741             |
| Iransk kalender      | 1017 – 1018             |
| Islamisk kalender    | 1049 – 1050             |

Konge i Danmark: Christian 4. 1588-1648
Se også 1639 (tal)

## Begivenheder

### April
- 4. april - Slaget ved Chemnitz i Trediveårskrigen finder sted

### Juni
- 1. juni - Kong Christian 4. ansætter Danmarks første kendte skorstensfejer

- 8. juni - forordning omkring møller i Danmark.[1]

### Juli
- 20. juli - Kirsten Svendsdatter finder det lange guldhorn.

## Født
- 19. januar - Jean la Placette, fransk huguenot præst (død 1718).